# Pietro Musumeci
Pour les articles homonymes, voir Musumeci.
Pietro Musumeci est un général italien, vice-directeur du SISMI, l'agence de renseignement militaire. Il est également membre de la loge Propaganda Due (P2) (numéro 487 de la liste de Licio Gelli). Il aurait d'ailleurs été nommé à la tête du bureau de contrôle et de sécurité du SISMI, malgré le fait que bien d'autres pouvaient prétendre à ce poste, grâce à Licio Gelli.

## Condamnations
Musumeci a été condamné en 1985, avec les agents du SISMI Francesco Pazienza et Giuseppe Belmonte (également membre de P2), pour association de malfaiteurs et détournement de fonds. Musumeci et Belmonte ont également été condamnés pour possession et transport d'explosifs. Ils ont notamment tenté de mener la justice sur des fausses pistes concernant l'attentat de Bologne de 1980, en simulant un autre attentat, en janvier 1981, sur le train Milan-Taranto . Le colonel du SISMI Federigo Mannucci Benincasa, le grand-maître de P2, Licio Gelli, et Massimo Carminati, un membre des Noyaux armés révolutionnaires (NAR, néofasciste) qui était en contact avec Musumeci, furent également condamnés dans cette affaire.
Musumeci fut condamné à nouveau en 1988 dans le cadre du procès sur l'attentat de Bologne. Il était accusé d'avoir créé des preuves falsifiées pour charger Roberto Fiore et Gabriele Adinolfi, deux leaders de Terza Posizione, un groupe nationaliste, qui avaient fui en exil à Londres. Les deux leaders de Terza Posizione affirmaient que Musumeci tentait de détourner les soupçons portés sur Licio Gelli, le chef de la P2. La Cour suprême confirma la condamnation en 1995 à 8 ans et 5 mois de prison (en 1988, il avait été condamné à 10 ans).
Une enquête parlementaire de 1984 inclut, parmi les irrégularités commises au SISMI, celles faites par le général Musumeci durant l'enlèvement de Ciro Cirillo en avril-juillet 1981, lors duquel non seulement le SISMI fit appel à la Camorra pour négocier avec les Brigades rouges, mais en plus divers agents obtinrent une large partie des fonds débloqués de façon secrète par la Démocratie chrétienne et des personnes privées pour obtenir la libération du gouverneur de Campanie.

## Source originale
- (en) Cet article est partiellement ou en totalité issu de l’article de Wikipédia en anglais intitulé « Pietro Musumeci » (voir la liste des auteurs).